# Cloris (filla d'Amfíon)
Melibea (en grec antic: Μελίβοια, 'Melíboia') va ser, segons la mitologia grega, una filla d'Amfíon, rei de Tebes, i de Níobe, una filla de Tàntal.
Ella i el seu germà Amiclas es van escapar de la matança dels Niòbides, que Àrtemis i Apol·lo van fer dels fills d'Amfíon a precs de Leto, i es van refugiar a Argos. Els dos germans van erigir un temple en honor de Leto. Melibea, que havia sentit un horror molt profund durant la matança dels seus germans, es va tornar pàl·lida i va adoptar el sobrenom de Cloris (en grec antic Χλωρίς, la Verda), que va conservar tota la seva vida.
Es va casar amb Neleu, fill de Posidó i de Tiro, i va ser mare de dotze fills, entre ells Nèstor.